# Бусловский, Виктор Николаевич
Виктор Николаевич Бусловский (род. 19 июля 1950 год, хутор Гусев, Волоконовский район, Белгородская область, СССР) — генерал-лейтенант, организатор военно-политической, воспитательной работы, писатель, публицист. Лауреат Государственной премии имени Маршала Советского Союза Г. К. Жукова в области литературы и искусства. Кавалер ордена «За заслуги перед Отечеством IV степени».

## Биография
Родился 19 июля 1950 года в хуторе Гусев, Волоконовского района, Белгородской области в семье военнослужащего. В 1967 году успешно закончил 10 классов средней школы № 21 Калининграда имени космонавта А. А. Леонова. В школе увлекался чтением стихов, игрой в КВН, спортом, был знаменосцем школы. В 1971 году с отличием окончил Калининградское высшее военно-инженерное ордена Ленина Краснознаменное училище. Архивная копия от 13 мая 2018 на Wayback Machine
В училище, наряду с активной комсомольской и журналистской деятельностью, проявил большой интерес к изучению общественных наук в составе военно-научного общества. В марте 1971 года в Риге, на XVII студенческой научно-технической конференции вузов Прибалтики, Белоруссии и Калининградской области за свою военно-научную работу получил диплом I степени. В том же году был удостоен почетного права сфотографироваться у Красного знамени ЦК ВЛКСМ «Лучшей комсомольской организации военных училищ Советских Вооруженных Сил».
Зарекомендовал себя активным внештатным военкором газеты Прибалтийского военного округа «За Родину». После окончания училища был оставлен в его стенах командиром взвода специального отделения, в котором обучались иностранные военнослужащие, а вскоре избран секретарем комитета ВЛКСМ 1 батальона курсантов. В июне 1974 года стал помощником начальника политотдела училища по комсомольской работе.
Активно занимался работой по военно-патриотическому воспитанию курсантов и подрастающего поколения. Был организатором военно-туристической работы в училище, военно-спортивных игр со школьниками «Зарница» и «Орлёнок»
С сентября 1976 года — старший инструктор отдела комсомольской работы политуправления Прибалтийского военного округа. 
Принимал активное участие в отборе военнослужащих, уволенных в запас, на ударные комсомольские стройки страны, в том числе на Олимпийские объекты 1980 года в городах Москве и Таллине.
С ноября 1980 года — начальник отдела — помощник начальника политуправления Прибалтийского военного округа по комсомольской работе. В декабре 1981 года на аналогичную должность переведён служить за границу — в Группу Советских войск в Германии: начальник отдела — помощник начальника политуправления по комсомольской работе, на XIX съезде ВЛКСМ избран кандидатом в члены ЦК ВЛКСМ.. В марте 1983 года назначен на руководящую партийную работу — заместителем начальника политотдела 9 танковой дивизии ГСВГ, где продемонстрировал высокие организаторские способности.
Дивизия постоянно выделялась в сухопутных войсках высоким уровнем боевой и политической подготовки. Сначала 70-й гвардейский танковый полк имени Г. И. Котовского 70-й гвардейский танковый полк  этого соединения стал в 1984 году лидером как инициатор социалистического соревнования в Сухопутных войсках, а по итогам учебного года и вся 9-я танковая дивизия была признана лучшей дивизией и награждена Красным Знаменем Военного Совета Сухопутных войск.
В августе 1985 года выдвинут начальником политотдела 57 гвардейской мотострелковой дивизии 8 гвардейской общевойсковой армии, а в октябре 1987 года в связи с окончанием срока службы в ГСВГ переведеён в Прибалтийский военный округ — начальником политотдела 40 гвардейской танковой дивизии 11 гвардейской общевойсковой армии В декабре 1989 года получил назначение на должность первого заместителя начальника политотдела 4 общевойсковой армии Закавказского военного округа, где прослужил до 1992 года.
После развала Советского Союза, деполитизации Вооруженных Сил в марте 1992 года был освобожден от занимаемой должности. Находился в распоряжении Командующего Северо-Западной группы войск, бывшего Прибалтийского военного округа.
С ноября 1992 года — секретарь Военного Совета 11 гвардейской общевойсковой армии. Далее были должности: заместителя начальника отдела по работе с личным составом армии, начальником отделения воспитательной работы армии, заместителя командующего 11 гвардейской отдельной общевойсковой армии по воспитательной работе, заместителя командующего Сухопутными и береговыми Балтийского флота по воспитательной работе. В сентябре 1998 года был назначен начальником Управления воспитательной работы Ленинградского военного округа, членом военного Совета округа. В центральном аппарате Министерства обороны РФ с декабря 2001 года — заместитель, а с ноября 2003 года — первый заместитель начальника Главного управления воспитательной работы Вооруженных Сил Российской Федерации. В период работы в Центральном аппарате Министерства обороны РФ являлся членом: комиссии Правительства РФ по делам молодёжи, Координационного Совета при председателе Совета Федерации по социальной защите военнослужащих, сотрудников правоохранительных органов и членов их семей, коллегии Российского государственного военного историко-культурного центра при Правительстве Российской Федерации (Росвоенцентра), президиума Российского комитета ветеранов войны и военной службы, заместителем руководителя рабочей группы Российского организационного комитета «Победа» по координации информационных, пропагандистских и культурных мероприятий в связи с памятными датами военной истории Отечества. Уволен из рядов Вооруженных Сил в 2008 году, после более чем 40 летней службы.

## После службы
В период с 2008 по 2012 год работал первым вице-президентом фонда содействия научным исследованиям проблем безопасности «Наука — XXI».

В ноябре 2012 года на II отчетно-выборной конференции Общероссийской общественной организации ветеранов Вооруженных Сил Российской Федерации (ОООВ ВС РФ) избран первым заместителем Председателя Совета.
В течение истекших семи лет Советом ОООВ ВС РФ приняты действенные меры по дальнейшему повышению активности и боевитости ветеранских организаций Вооруженных Сил, улучшению патриотического воспитания военнослужащих и гражданской молодежи, социальной защиты военных пенсионеров.
Первый заместитель начальника Главного штаба всероссийского военно-патриотического общественного движения «ЮНАРМИЯ». Председатель Совета общественной организации ветеранов Главного военно-политического управления Вооружённых Сил РФ «Соратники».
Член редколлегии журнала Министерства обороны РФ «Военная мысль». Архивная копия от 18 апреля 2018 на Wayback Machine
Редактор информационного бюллетеня "Ветеран Вооруженных Сил ". Архивная копия от 18 апреля 2018 на Wayback Machine

## Семья
Жена, сын, дочь.

## Звания
- Звание генерал-майора присвоено в1999 г., генерал-лейтенантом стал в 2001году.
- Кандидат политических наук
- Профессор Академии военных наук
- Участник боевых действий
- Член Клуба военачальников Российской Федерации  Архивная копия от 29 марта 2018 на Wayback Machine
- Президент Белгородского землячества в г. Москве  Архивная копия от 18 апреля 2018 на Wayback Machine
- Член Главного штаба Всероссийского юнармейского движения  Архивная копия от 18 апреля 2018 на Wayback Machine
- Член Союза писателей России
- Лауреат Государственной премии имени Маршала Советского Союза Г. К. Жукова в области литературы и искусства (2017 г.),
- Лауреат литературной премии имени К. М. Симонова (2006 г.)
- Лауреат литературной премии «Щит и меч Отечества» (2017 г.),
- Лауреат литературной премии А. В. Суворова (2017 г.)
- Дипломант премии имени В. Г. Распутина (2018 г.).
- Член редколлегии журнала Министерства обороны РФ «Военная мысль».
- Редактор информационного бюллетеня "Ветеран Вооруженных Сил ".
- Член Совета московского Дома ветеранов войн и Вооруженных Сил.  Архивная копия от 21 апреля 2018 на Wayback Machine

## Государственные награды
- Орден «За заслуги перед Отечеством IV степени»[1] (№ 2588, 2008 г.)
- Орден «За военные заслуги» (№ 2007, 1995 г.),
- Орден «Почета» (№ 12715, 2005 г.),
- Орден «За службу Родине в Вооруженных Силах СССР III степени» (№ 828139, 1990 г.).
- Почетное звание «Заслуженный военный специалист Российской Федерации» (№ 129636, 2001 г.).
- Медаль «За боевые заслуги» (№ 350157, 1981 г.).
- Почетная грамота Президента РФ (2017 г.).
- 16 ведомственных медалей.

## Общественные награды
- Ордена РПЦ «Дмитрия Донского II и III степени»
- Почетный знак ВЛКСМ
- Медаль Росвоенцентра при Правительстве РФ «Патриот Отечества».
- Орденский знак Общероссийской общественной организации ветеранов Вооруженных Сил РФ «За верность Отечеству».
- Медаль ОООВ ВС РФ «Почетный ветеран Вооруженных Сил»

## Литературные труды
- Бусловский В. Н. «О времени, о службе, о судьбе», Издательство «Критерий» М. 2010 г.,
- Бусловский В. Н. «Подвиг Духа» Издательство «Планета» М. (2015 г.),  Архивная копия от 18 апреля 2018 на Wayback Machine
- Бусловский В. Н. «Победоносцы» Издательство «Планета» М. (2015 г.),  Архивная копия от 18 апреля 2018 на Wayback Machine
- Бусловский В. Н. «Меч Победы» Издательство «Планета» М (2015 г.),  Архивная копия от 18 апреля 2018 на Wayback Machine
- Бусловский В. Н. «Комиссары Великой Победы» Издательство «Планета» М. (2016 г.),  Архивная копия от 18 апреля 2018 на Wayback Machine
- Бусловский В. Н. «Великая битва народов» Издательство «Планета» М. (2017 г.),  Архивная копия от 18 апреля 2018 на Wayback Machine
- Бусловский В. Н. «Рожденная в боях» Издательство «Планета» М. (2018 г.). Архивная копия от 18 апреля 2018 на Wayback Machine